# Foro di trascinamento
Il foro di trascinamento è un foro realizzato nella pellicola cinematografica per permettere il trascinamento della stessa e quindi lo scorrimento rapido dei fotogrammi a realizzare il filmato.